# Рош-ле-Перу
Рош-ле-Перу́ (фр. Roche-le-Peyroux, окс. Ròcha d'a Peirós) — коммуна во Франции, находится в регионе Лимузен. Департамент — Коррез. Входит в состав кантона Нёвик. Округ коммуны — Юссель.
Код INSEE коммуны — 19175.
Коммуна расположена приблизительно в 390 км к югу от Парижа, в 100 км юго-восточнее Лиможа, в 55 км к востоку от Тюля.

## Население
Население коммуны на 2008 год составляло 86 человек.
| 1962 | 1968 | 1975 | 1982 | 1990 | 1999 | 2008 |
| ---- | ---- | ---- | ---- | ---- | ---- | ---- |
| 95   | 124  | 77   | 93   | 79   | 84   | 86   |

## Экономика
В 2007 году среди 46 человек в трудоспособном возрасте (15-64 лет) 39 были экономически активными, 7 — неактивными (показатель активности — 84,8 %, в 1999 году было 81,0 %). Из 39 активных работали 35 человек (21 мужчина и 14 женщин), безработных было 4 (0 мужчин и 4 женщины). Среди 7 неактивных 3 человека были учениками или студентами, 4 — пенсионерами, 0 были неактивными по другим причинам.

## Фотогалерея

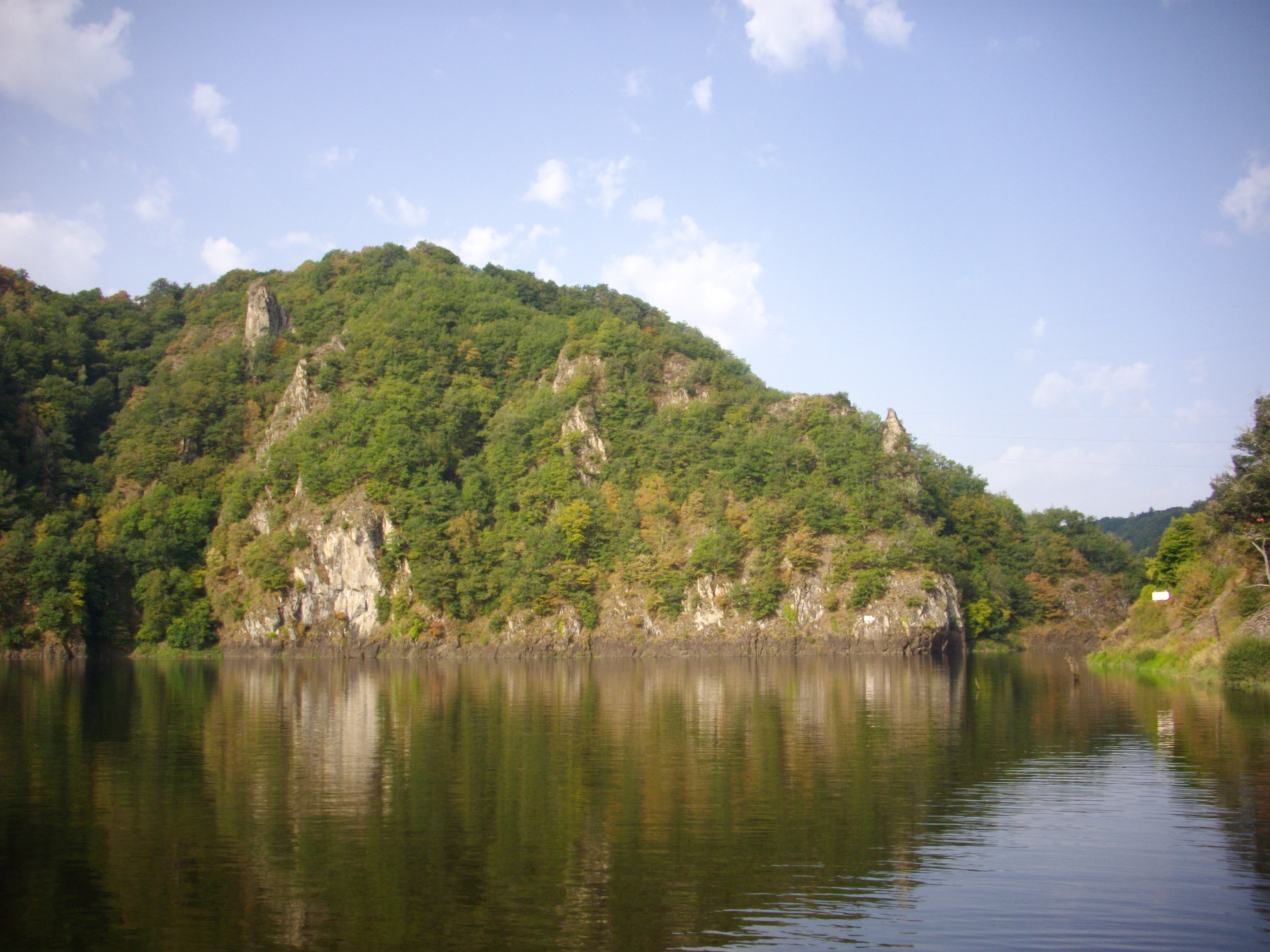
Слияние рек Дордонь и Дьеж[фр.]
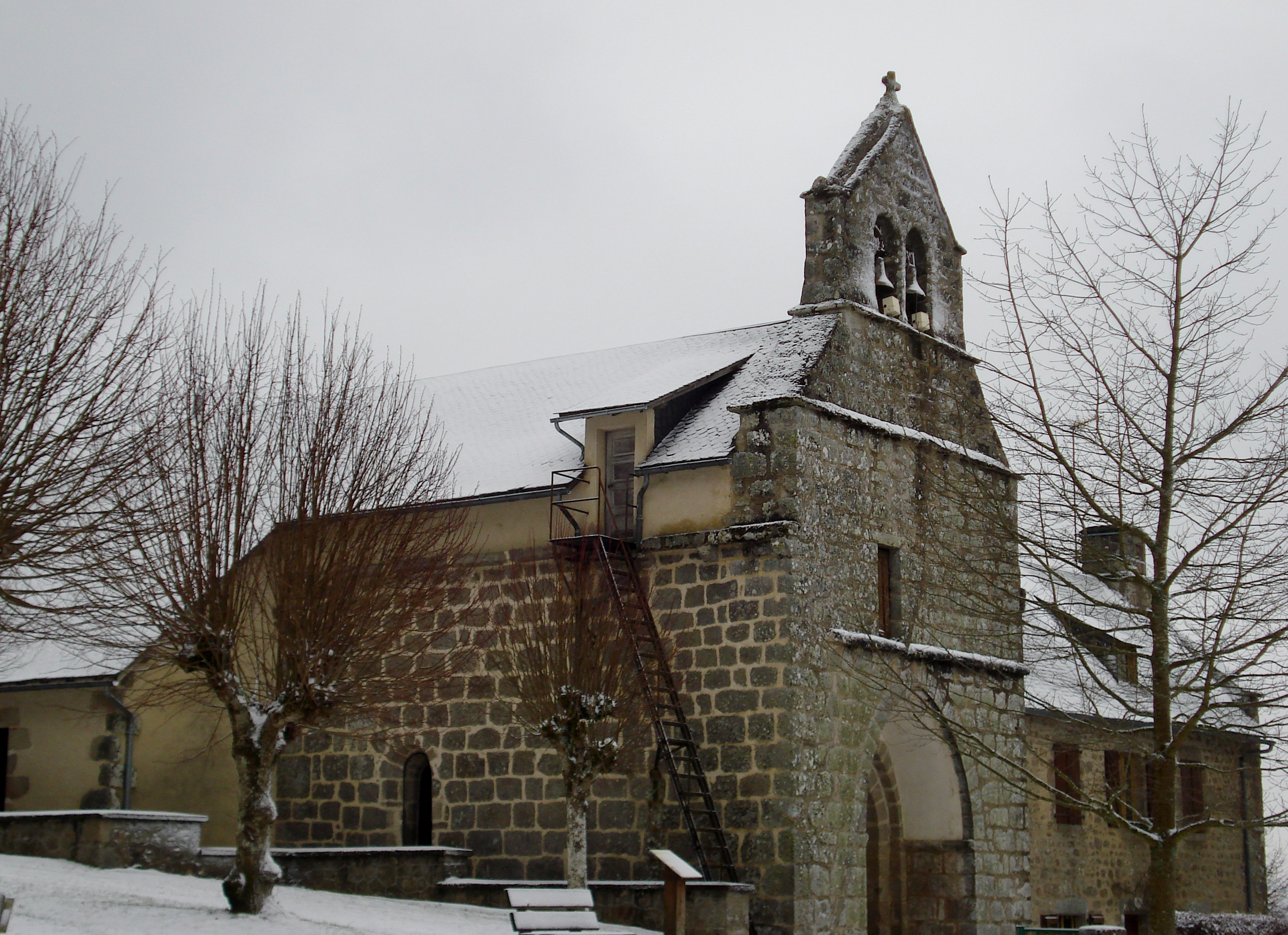
Церковь
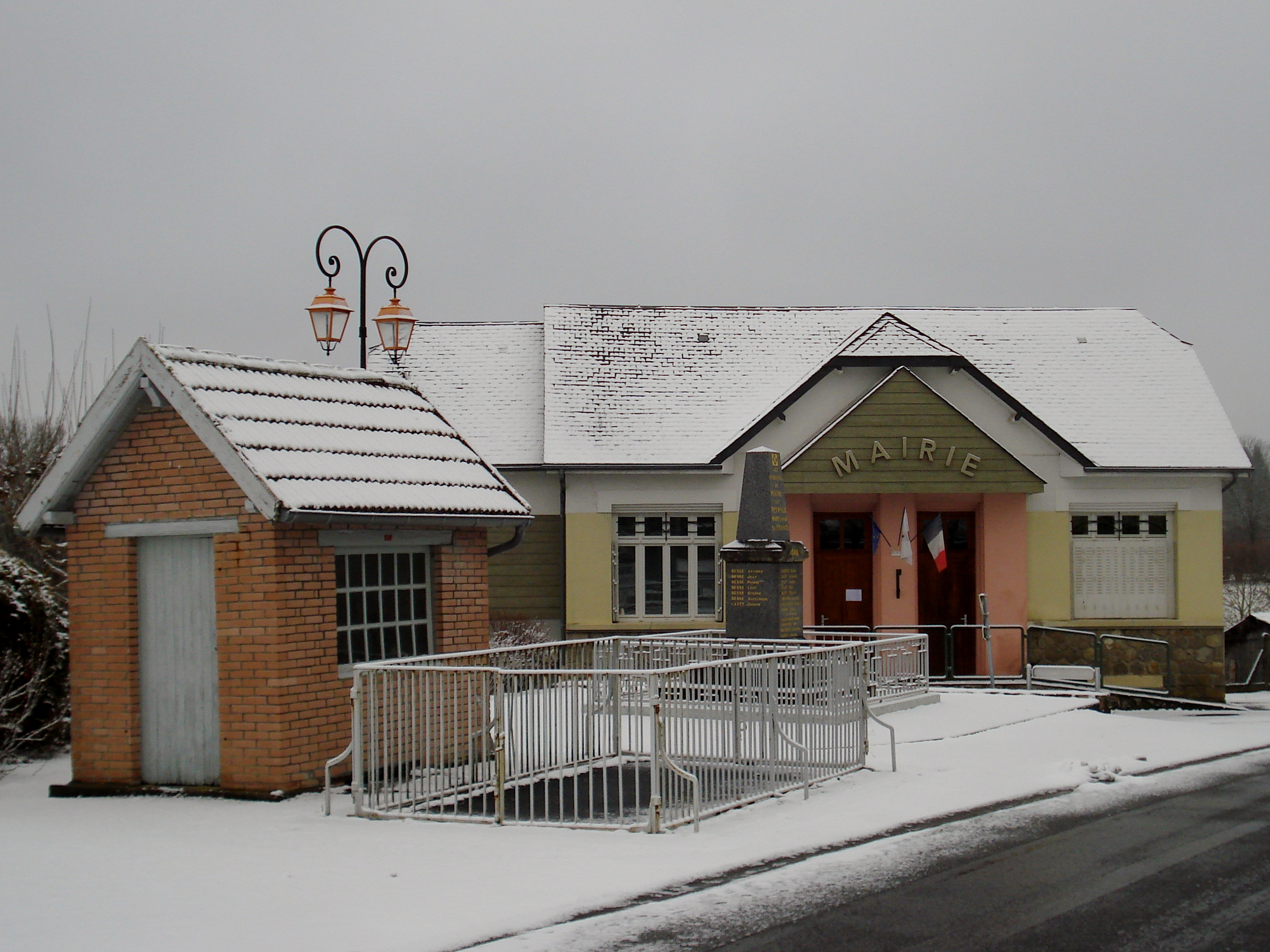
Мэрия
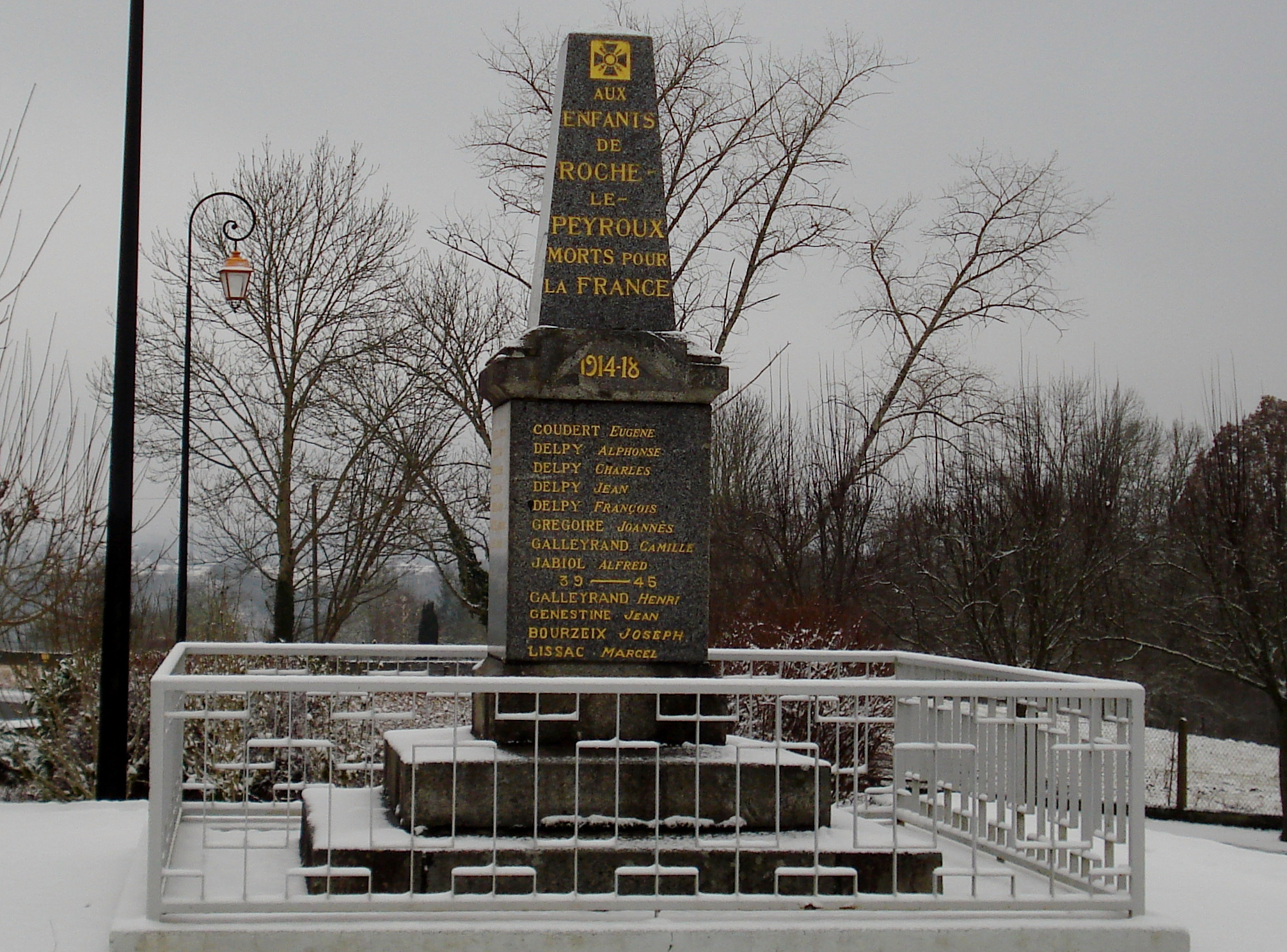
Памятник погибшим в Первой и Второй мировых войн